# Ladislav Červinka
Ladislav Červinka (* 19. srpna 1935) je český fyzik, který se zabýval strukturálním výzkumem nekrystalických látek.

## Život
Narodil se ve Vídni, kde byl jeho otec učitelem a později ředitelem na českých menšinových školách. Po r. 1941 se v důsledku tzv. „Anšlusu“ rodina přestěhovala do Prahy. Zde navštěvoval v letech 1941 až 1946 obecnou školu (po roce 1945 při Anglickém gymnáziu) a v letech 1946 až 1948 Anglické gymnázium. Po vytvoření tzv. jednotné školy chodil do v letech 1948 až 1950 do střední školy v místě bydliště a pak v době od r. 1950 do r. 1953 do La Guardiova gymnázia. V letech 1953 až 1958 absolvoval Matematicko-fyzikální fakultu Karlovy univerzity. Od r. 1958 pracoval v tzv. Ústavu technické fyziky AV, později přejmenovaném na Ústav fyziky pevných látek a ještě později na Fyzikální ústav Akademie věd ČR. V ústavu působil jako vedoucí Laboratoře nehomogenních struktur, později přejmenované na Laboratoř struktury nekrystalických látek. Od r. 2010 pracuje ve Fyzikálním ústavu jako jeho emeritní pracovník. V r, 1965 obhájil kandidátskou práci (CSc.) a v r. 1991 doktorskou práci (DrSc.). V r. 1985 obdržel za výzkum struktury nekrystalických látek cenu Akademie věd.

## Vědecká činnost
Na počátku vědecké činnosti se zabýval od r. 1958 studiem struktury feritů. V tomto směru byla úspěšná jeho spolupráce s prof. Rolfem Hosemannem (Fritz-Haber Institut der Max-Planck Gesellschaft). Po r. 1966 pak zahájil studium struktur nekrystalických látek, převážně kysličníkových a chalkogenních skel, pokračoval studiem amorfního uhlíku a kovových skel. Na tomto základě pak vznikla spolupráce s prof. Erhardem W. Fischerem (Institut für Polymerforschung, Mainz) při výzkumu amorfních polymerů (polykarbonátů). Se skupinou prof. G. Dalby (Univerzita Trento) spolupracoval na výzkumu struktury borátových a specilálních germanátových skel. Experimentálními metodami byly převážně rentgenový nebo neutronový rozptyl, později se soustředil na výpočet rentgenového nebo neutronového rozptylu na modelech nekrystalických struktur.Jeho spolupráce s prof. J. Komrskou (Technická univerzita Brno) na základě Fraunhoferovy difrakce na dvourozměrných modelech nekrystalických látek přispěla k porozumění uspořádání na střední vzdálenost v těchto strukturách. Na závěr své vědecké činnosti se věnoval analýze kosmického mikrovlnného záření na základě jeho transformace do reciprokého prostoru. V této souvislosti byl pozván k napsání 10. kapitoly knihy „New Insights into Physical Science“ vydané nakladatelstvím Book Publisher International, London.
Ladislav Červinka byl zván při různých příležitostech k přednesení referátů o své činnosti při různých konferencích (např. Bukurešť – Rumunsko, Cambridge – UK, Oxnard – USA, Paříž – Francie, Trento – Itálie), rovněž předsedal Mezinárodní konferenci o struktuře nekrystalických látek v Praze v r. 1994 a v r. 2006. Je autorem celkem 74 vědeckých publikací, které zatím dosáhly na 900 citací.

## Další aktivity
V r. 1992 založil firmu ICARIS Conference Management, která v období 1995 až 2015 zorganizovala okolo 85 vědeckých konferenci (až s 1500 účastníky), seminářů a jiných vědeckých setkání.
Ve volném čase se věnuje hře na klavír, basketbalu, běhu (absolvoval 3 maratony, nejlepší čas byl 3h17, na Běchovicích dosáhl času 39:56) a lyžování.